# Ngụy Báo
Ngụy Báo (chữ Hán: 魏豹; ? – 204 TCN) là vua chư hầu thời Hán Sở trong lịch sử Trung Quốc. Ông tham gia khởi nghĩa chống sự cai trị của nhà Tần và phục hồi nước Ngụy như cục diện thời Chiến Quốc.

## Chống Tần
Ngụy Báo là dòng dõi nước Ngụy thời Chiến Quốc, em của Ninh Lăng quân Ngụy Cữu.
Năm 209 TCN, Trần Thắng khởi nghĩa chống nhà Tần ở nước Sở, tự xưng là Trương Sở vương. Trần Thắng sai Chu Thị đi bình định nước Ngụy. Chu Thị đánh được nước Ngụy bèn xin Trần Thắng lập Ninh Lăng quân Ngụy Cữu làm Ngụy vương để có thêm vây cánh chống Tần. Trần Thắng bằng lòng.
Năm 208 TCN, sau khi đánh bại Trần Thắng, tướng Tần là Chương Hàm mang quân đánh Ngụy. Ngụy Báo theo vua anh Ngụy vương Cữu ra Lâm Tế chống cự. Quân Tần quá mạnh, Ngụy vương chỉ có thể cố thủ trong thành và cầu viện nước Tề. Tề vương Điền Đam mang quân cứu viện bị giết. Ngụy Cữu biết không chống cự được nên ra hàng Tần rồi tự sát.
Ngụy Báo mang vài thủ hạ bỏ trốn khỏi Lâm Tế, chạy sang nước Sở cầu cứu vua Sở mới là Hoài vương. Tướng nước Sở là Hạng Lương cấp cho ông binh lương về khôi phục nước Ngụy. Nhân lúc Chương Hàm đuổi theo đánh các em Điền Đam là Điền Vinh và Điền Hoành, Ngụy Báo mang quân về đánh lại nước Ngụy, khôi phục được 20 thành, tự xưng là Ngụy vương.
Năm 206 TCN, tướng Sở là Hạng Vũ sau khi đánh bại Chương Hàm, cầm đầu chư hầu diệt Tần, tự xưng là Tây Sở bá vương, đứng đầu thiên hạ. Ngụy Báo bị dời làm Tây Ngụy vương. Đất Ngụy bị chia cắt, phần kia Hạng Vũ phong cho người thân với mình là Tư Mã Ngang (tướng nước Triệu) làm Ân vương.

## Bỏ Hán theo Sở
Năm 205 TCN, nhân lúc Hạng Vũ đi đánh Tề vương Điền Vinh, Hán vương Lưu Bang mang quân đông tiến. Trước sức mạnh của quân Hán, cả Ân vương Tư Mã Ngang và Tây Ngụy vương Báo đều đầu hàng.
Hán vương thu phục nhiều chư hầu, kéo đại quân vào kinh đô Tây Sở là Bành Thành. Sở bá vương Hạng Vũ mang quân từ Tề về đánh cho quân Hán thua một trận lớn. Chư hầu nhiều nước bỏ Hán theo Sở.
Trong hoàn cảnh đó, Ngụy vương Báo cũng lấy lý do xin về nhà để thăm cha mẹ bị bệnh. Hán vương cho đi. Khi về đến nhà, ông liền sai quân chẹn bến sông Hoàng Hà, theo Sở phản Hán. Lưu Bang sai Lịch Tự Cơ khuyên Ngụy Báo không nên phản Hán nhưng ông không nghe.

## Bại trận
Thấy Ngụy vương Báo theo Sở, Lưu Bang bèn sai Hàn Tín cầm quân đi đánh Ngụy. Ngụy Báo nghe tin Hàn Tín kéo đến bèn chia binh mã đóng giữ bến Bồ Bản ở sông Hoàng Hà, phong tỏa bãi Lâm Tấn không cho quân Hán vượt qua.
Hàn Tín biết quân Ngụy phòng ngự nghiêm ngặt ở bến sông, liệu thế không thể đánh chính diện, bèn cho quân bày trận ở bến Bồ Bản để nghi binh, cho một ít thuyền đậu ở bến sông để quân Ngụy chú ý. Mặt khác, Hàn Tín điều quân chủ lực theo hướng bắc, theo đường Hạ Dương và chế thùng gỗ làm phương tiện vượt sông tiến vào nước Ngụy. Ngụy vương Báo không hay biết Hàn Tín đánh úp kinh thành An Ấp từ sau lưng.
Quân Ngụy bị Hàn Tín đánh tập hậu, nhanh chóng tan vỡ. Ngụy Báo bị bắt sống.

## Bị giết
Ngụy Báo bị giải về Vinh Dương với Hán vương Lưu Bang, nước Ngụy bị đặt thành quận Hà Đông, do Hán vương trực tiếp cai quản.
Năm 204 TCN, Sở vương Hạng Vũ vây đánh Huỳnh Dương rất gấp. Lưu Bang không chống nổi, thành sắp bị hạ. Lưu Bang nhờ có Kỷ Tín đóng giả ra hàng khiến quân Sở lơi lỏng mà bỏ trốn khỏi Vinh Dương. Thành Vinh Dương để lại cho Chu Hà, Tung Công, Hàn vương Tín và Ngụy Báo trấn thủ.
Hạng Vũ thấy Kỷ Tín, biết là mình bị lừa, bèn giết Tín và ra sức đánh thành. Chu Hà ở trong thành, nhớ tới Ngụy Báo từng phản Hán nên bàn với Tung Công:
Khó lòng mà giữ thành với một ông vua làm phản.
Rồi hai người cùng nhau giết chết Ngụy Báo. Không rõ năm đó Ngụy Báo bao nhiêu tuổi. Không lâu sau Hạng vương hạ được thành Vinh Dương, bắt giết Chu Hà và Tung Công, cầm tù Hàn vương Tín.
Vợ Ngụy Báo là Bạc cơ sau đó lấy Lưu Bang và sinh ra Lưu Hằng (202 TCN), tức vua Hán Văn Đế sau này.